# Araǰin Xowmb 2004
L'Araǰin Xowmb 2004 è stata la 14ª edizione della seconda serie del campionato armeno di calcio.

## Stagione

### Novità
Al termine della passata stagione il Kilikia è stato promosso in Bardsragujn chumb, dalla quale sono retrocesse Lernayin Artsakh e Araks Ararat. Lo Yerazank, ritiratosi nel corso della passata stagione, non si è iscritto a questa edizione del campionato. Inoltre l'Ararat è stato estromesso dalla massima serie e si è dunque iscritto a questa edizione del torneo.
Lo Spartak Erevan è diventata la seconda squadra del Banants, ed è stata appunto rinominata Banants 2. 
Le seguenti squadre si sono iscritte al campionato: Zenit Charentsavan e Dinamo VZ Erevan (entrambe seconde squadre della Dinamo-2000 Yerevan), Pyunik 3, Banants 3 e Ganjasar.

### Formula
Le sedici squadre si affrontano due volte, per un totale di trenta giornate. La prima classificata, viene promossa in Bardsragujn chumb.

## Classifica
|  | Pos. | Squadra            | Pt | G  | V  | N | P  | GF | GS  | DR   |
|  | ---- | ------------------ | -- | -- | -- | - | -- | -- | --- | ---- |
|  | 1.   | P'yownik 2         | 83 | 30 | 27 | 2 | 1  | 98 | 21  | +77  |
|  | 2.   | Lernayin Artsakh   | 72 | 30 | 22 | 6 | 2  | 82 | 20  | +62  |
|  | 3.   | Ganjasar           | 57 | 30 | 17 | 6 | 7  | 52 | 32  | +20  |
|  | 4.   | Vagharshapat       | 54 | 30 | 17 | 3 | 10 | 61 | 42  | +19  |
|  | 5.   | Mika Erevan 2      | 54 | 30 | 15 | 9 | 6  | 48 | 25  | +23  |
|  | 6.   | Araks Ararat       | 51 | 30 | 16 | 3 | 11 | 57 | 31  | +26  |
|  | 7.   | Ararat             | 49 | 30 | 16 | 1 | 13 | 83 | 50  | +33  |
|  | 8.   | Banants 2          | 48 | 30 | 13 | 9 | 8  | 40 | 30  | +10  |
|  | 9.   | P'yownik 3         | 43 | 30 | 13 | 4 | 13 | 56 | 47  | +9   |
|  | 10.  | Banants 3          | 39 | 30 | 11 | 6 | 13 | 46 | 48  | -2   |
|  | 11.  | Lokomotiv Erevan   | 30 | 30 | 8  | 6 | 16 | 29 | 51  | -22  |
|  | 12.  | Dinamo Erevan      | 28 | 30 | 9  | 1 | 20 | 52 | 72  | -20  |
|  | 13.  | Dinamo VZ Erevan   | 24 | 30 | 7  | 3 | 20 | 46 | 83  | -37  |
|  | 14.  | Lori (-3)          | 24 | 30 | 7  | 6 | 17 | 35 | 68  | -33  |
|  | 15.  | Zenit Charentsavan | 21 | 30 | 6  | 3 | 21 | 34 | 89  | -5   |
|  | 16.  | Nork Marash (-3)   | 3  | 30 | 2  | 0 | 28 | 7  | 117 | -110 |

Legenda:
      Promossa in Bardsragujn chumb 2004
      Esclusa a campionato in corso.
Note:
Tre punti a vittoria, uno a pareggio, zero a sconfitta.